# Tristagma
Tristagma Poepp. – rodzaj roślin należących do rodziny amarylkowatych (Amaryllidaceae), obejmujący 16 gatunków występujących w środkowym i południowym Chile, Peru oraz południowej i północno-zachodniej Argentynie.  

## Morfologia
PokrójWieloletnie rośliny zielne o wysokości od 10 do 45 cm. Niektóre gatunki wydzielają charakterystyczny czosnkowy aromat.
PędCebula pokryta ochronnymi łuskami.
LiścieKilka równowąskich, zielonych, nagich, tworzących u nasady pochwy okrywające pąk szczytowy.
KwiatyRośliny tworzą od 1 do 4 głąbików, na szczytach których wyrastają kwiaty zebrane od 2 do wielu w baldachowatą wierzchotkę, wspartą okrywą złożoną z 2 zrośniętych u nasady, cylindrycznych, błoniasto-papierzastych podsadek. Okwiat promienisty, biały, żółtawy, zielonkawy, fioletowy, niekiedy ciemnofioletowy, szary lub ciemnobrązowy, sześciolistkowy. Listki okwiatu zrośnięte u nasady, tworząc widoczną rurkę otaczającą zalążnię, powyżej rozpostarte lub zwinięte w dół odosiowo. Sześć pręcików położonych w dwóch okółkach, o nitkach wolnych, równowąskich, czasami szydłowatych, zawsze zrośniętych z rurką okwiatu. Główki pręcików równowąskie, zielonkawożółte, grzbietowe. Zalążnia górna, podługowata, z przegrodowymi miodnikami. Szyjka słupka trójkątna, znamię główkowate, trójwrębne do trójdzielnego.
OwoceKuliste torebki zawierające wiele czarnych nasion.

## Biologia
RozwójWieloletnie geofity cebulowe. Kwitną od lipca do lutego.
SiedliskoRośliny te występują na terenach otwartych, łąkach, w lasach bukanowych Andów Patagońskich, na łagodnych zboczach lub obszarach górskich Andów z glebą skalistą lub piaszczystą. Niektóre gatunki rosną na poziomie morza (T. gracile, T. porrifolium), inne wyłącznie w obszarach wysokogórskich (T. bivalve, T. circinatum), a trzy obecne są na obu wysokościach (T. ameghinoi, T. nivale, T. patagonicum).
GenetykaLiczba chromosomów x = 4. Zasadniczo gatunki Tristagma są diploidalne (2n=8). T. nivale jest tetraploidalny (4n=16), występują także osobniki heksaploidalne (6n=24).

## Systematyka
Rodzaj z plemienia Gilliesieae z podrodziny czosnkowych (Allioideae) z rodziny amarylkowatych (Amaryllidaceae). 
Wykaz gatunków
- Tristagma ameghinoi (Speg.) Speg.
- Tristagma anemophilum Ravenna
- Tristagma berteroi (Kunth) S.C.Arroyo & Sassone
- Tristagma bivalve (Hook. ex Lindl.) Traub
- Tristagma circinatum (Sandwith) Traub
- Tristagma gracile (Phil.) Traub
- Tristagma graminifolium (Phil.) Ravenna
- Tristagma lineatum Ravenna
- Tristagma lomarum Ravenna
- Tristagma nivale Poepp.
- Tristagma patagonicum (Baker) Traub
- Tristagma poeppigianum (Gay) Traub
- Tristagma porrifolium (Poepp.) Traub
- Tristagma staminosum Ravenna
- Tristagma violaceum (Kunth) Traub
- Tristagma yauriense Ravenna

## Nazewnictwo
Etymologia nazwy naukowejNazwa naukowa rodzaju pochodzi od greckich słów τρία (tria – trzy) i στάγμα (stagma – kapać) w odniesieniu do kropel nektaru sączących się z miodników położonych między komorami zalążni.
Synonimy taksonomiczne
- Gardinia Bertero, Mercurio Chileno: s.p. (1829), nieprawidłowo opubl.
- Steinmannia Phil., Anales Univ. Chile 65: 64 (1884), nom. illeg.
- Garaventia Looser, Steinmannia: 1 (1941).